# Désert de Platé
Le désert de Platé est un plateau karstique de France situé en Haute-Savoie, dans le massif du Faucigny, appartenant au massif du Giffre. Il est dominé par les Grandes Platières, à 2 480 mètres d'altitude.
Le site s'étend sur les communes de Magland, de Passy, Arâches-la-Frasse et de Sixt-Fer-à-Cheval. Il fait l'objet de plusieurs mesures de protection environnementale et patrimoniale avec un classement en site naturel ou encore la réserve naturelle nationale de Sixt-Passy.

## Géographie

### Géologie

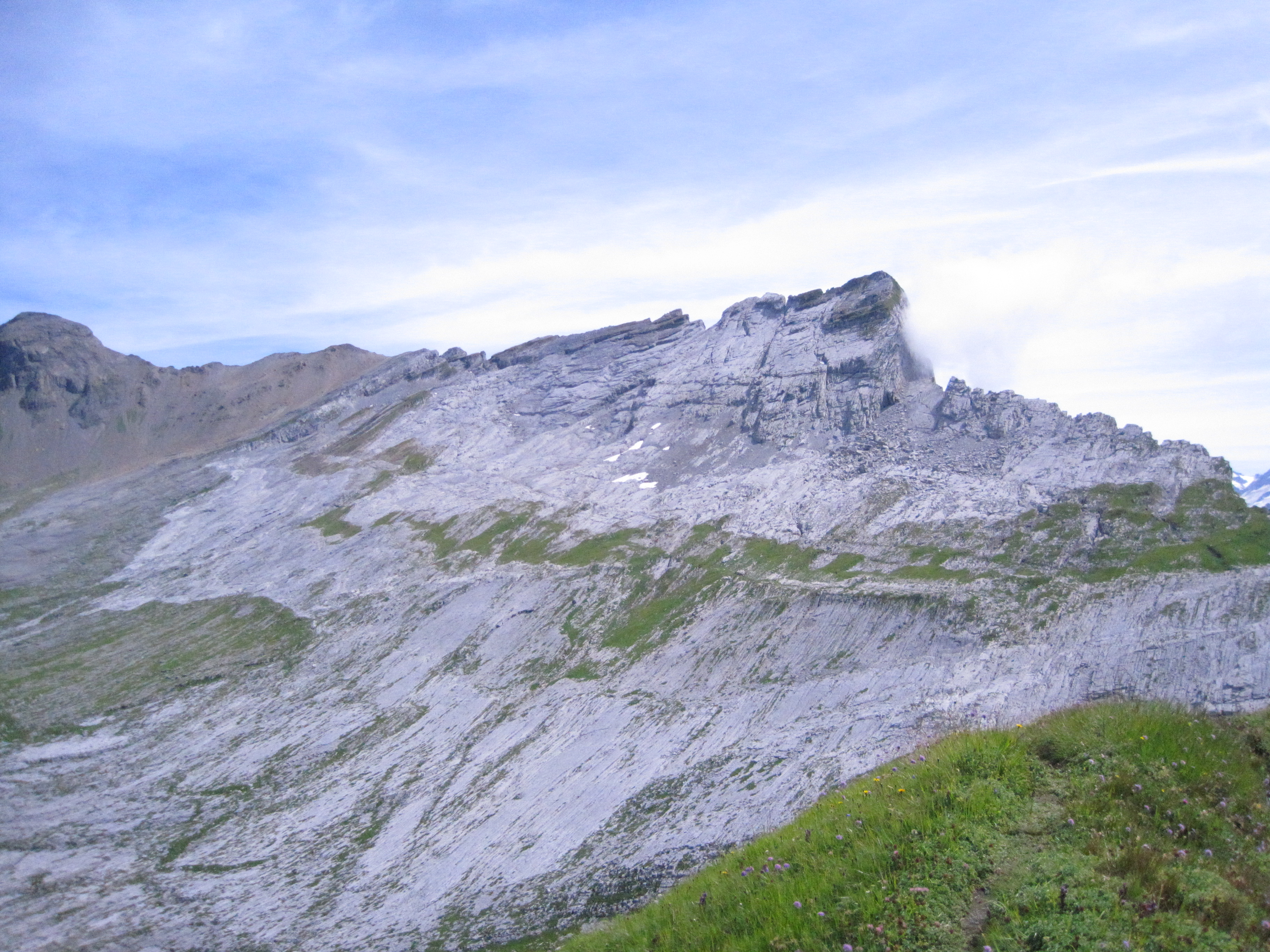
Partie orientale du désert de Platé dominé par la pointe d'Anterne vus depuis le passage du Dérochoir.

Plateau calcaire entouré d'arêtes rocheuses, il est recouvert par un des plus vastes lapiaz découverts d'Europe, ce qui justifie l'appellation de « désert ».
On y distingue quatre bassins hydrogéologiques :
- les Forts de Platé avec l'émergence de Praz Coutant à 1 300 mètres ;
- le bassin de Sales avec l'émergence de Sales[N 1], à 1 764 mètres ;
- la combe des Foges avec l'émergence du Déchargeux à 1 370 mètres ;
- le bassin de Flaine avec l'émergence de Magland[N 2], à 502 mètres.

Dans tous ces bassins se trouvent des cavités dont les deux plus importantes sont situées sur le bassin de Flaine : le système Solfarate-Muraille de Chine de 852 mètres de dénivelé et le réseau de la Tête des Verds, avec une entrée située à 2 070 mètres, atteignant la profondeur de 768 mètres pour un développement de 11 kilomètres.

### Accès
On y accède, entre autres, par le GR 96 et le téléphérique des Grandes-Platières depuis Flaine, ou encore le plateau d'Assy, depuis Passy.